# کلئوپاترا چهارم
کلئوپاترا چهارم (انگلیسی: Cleopatra IV؛ ‏ حوالی ۱۳۸ – ۱۳۵ پیش از میلاد – ۱۱۲ پیش از میلاد) ملکه همسر اهل مصر باستان بود. در قالب همسر بطلمیوس نهم لاتیروس وی برای مدت کوتاهی از ۱۱۶ تا ۱۱۵ پیش از میلاد ملکه مصر بود. او بعدها به عنوان همسر آنتیوخوس نهم ملکه امپراتوری سلوکی سوریه شد.

## ملکه مصر
کلئوپاترا چهارم دختر بطلمیوس هشتم و کلئوپاترا سوم مصر بود. او بین سالهای ۱۳۸ تا ۱۳۵ پیش از میلاد به دنیا آمد. او خواهر بطلمیوس نهم لاتیروس، بطلمیوس دهم، کلئوپاترا سلن یکم و تریفینا بود.
کلئوپاترا چهارم با برادرش بطلمیوس نهم زمانی که هنوز یک شاهزاده بود در حوالی سال‌های ۱۱۹/۱۱۸ ق.م. ازدواج کرد. کلئوپاترا چهارم ممکن است مادر بطلمیوس دوازدهم و بطلمیوس قبرس باشد، اگرچه یک همخوابه زن ناشناس می‌تواند مادر این دو مرد نیز باشد.
در ج. ۱۱۵ قبل از میلاد کلئوپاترا سوم، کلئوپاترا چهارم و بطلمیوس نهم را مجبور به طلاق کرد. او کلئوپاترا چهارم را با خواهرش کلئوپاترا سلن یکم جایگزین کرد.
به گفته تارا سیول-لاساتر، از آنجایی که کلئوپاترا سوم بسیار فعالانه قدرت را حفظ کرد، به نظر می‌رسد که او به دخترانش، کلئوپاترا چهارم و کلئوپاترا سلن یکم، اجازه نمی‌دهد تا مانند خودش هم‌حکمران رسمی باشند و آنها را به موقعیت همسران محدود کرد.
کلئوپاترا چهارم پس از مرگ به عنوان تئا فیلادلفوس (= «الهه برادر دوست») به فهرست بطلمیوس‌های خدایی اضافه شد.

## ملکه سوریه و مرگ
پس از طلاق اجباری، کلئوپاترا چهارم از مصر فرار کرد و به قبرس رفت و در آنجا با آنتیوخوس نهم ازدواج کرد و ارتش برادر ناتنی سلوکی خود آنتیوخوس هشتم پادشاه سوریه را برای او آورد که آنها را متقاعد به پیروی از خود کرده بود. آنتیوخوس هشتم با آنتیوخوس نهم جنگید و در نهایت او را تا انطاکیه تعقیب کرد. گریپوس با تریفینا خواهر کلئوپاترا چهارم ازدواج کرد. تریفینا تصمیم گرفت که کلئوپاترا چهارم را بکشد و علیرغم اعتراضات شوهرش تعدادی سرباز را احضار کرد و کلئوپاترا چهارم را در پناهگاه دافنه در انطاکیه به قتل رساند.
کریستوفر بنت در وب‌سایت جامع خود دربارهٔ نسب‌شناسی بطلمیوسی، همچنین به این احتمال اشاره می‌کند که کلئوپاترا چهارم، از ازدواج کوتاهش با آنتیوخوس نهم ممکن است مادر پادشاه بعدی امپراتوری سلوکی، آنتیوخوس دهم («پرهیزگار») بوده باشد. آنتیوخوس دهم با خواهر کوچکتر کلئوپاترا چهارم، کلئوپاترا سلن یکم ازدواج کرد، بنابراین او را همسر زنی کرد که نامادری او بود (کلئوپاترا سلن قبل از ازدواج با آنتیوخوس دهم با هر دو بیوه خواهرانش، آنتیوخوس هشتم و آنتیوخوس نهم ازدواج کرد) و شاید هم با خاله خود.